# Xanthopimpla octonotata
Xanthopimpla octonotata är en stekelart som beskrevs av Krieger 1899. Xanthopimpla octonotata ingår i släktet Xanthopimpla och familjen brokparasitsteklar. Inga underarter finns listade i Catalogue of Life.